# 豪槍神雷伝説「武者」
『豪槍神雷伝説「武者」』（ごうそうじんらいでんせつ 「むしゃ」）は、スーパーファミコン用ゲームソフト。
北米では『Musya』のタイトルで発売された。 

## ストーリー
戦に敗れ疲れ果て、たどり着いた村で長老から話を聞いた神雷は、地獄に通じる洞窟へ足を踏み入れる。

## キャラクター
“豪槍”神雷
主人公。豪槍とうたわれるほどの槍の使い手。
長老
落ち武者として追われ、村の近くで倒れていた神雷に助けを求める。
しずか
代々村に伝わる守護の鎧と槍を守り、魍魎洞の封印を見張ってきた一族の娘。何者かに洞窟の奥深くへ連れ去られてしまう。

## 移植版
| No. | タイトル          | 発売日        | 対応機種 | 開発元     | 発売元             | メディア                       | 備考 |
| --- | ----------------- | ------------- | -------- | ---------- | ------------------ | ------------------------------ | ---- |
| 1   | 豪槍神雷伝説 武者 | 2023年1月24日 | Windows  | ジョルダン | D4エンタープライズ | ダウンロード (プロジェクトEGG) |      |

## スタッフ
- エグゼクティブ・プロデューサー：筧行夫
- プロデューサー：岡田隆、富川亜紀子、浅和綾子、TSUNTA、荒法師
- ゲーム・デザイン：DINO RIDER
- チーフ・プログラマー：A.T.A.杉浦（杉浦史博）
- チーフ・グラフィック：中林勝則
- プログラム・スーパーバイザー：浅川水斗志
- 音楽：飛鳥川清子
- プログラム：A.T.A.杉浦（杉浦史博）、浅川水斗志、手島義晶
- グラフィック：中林勝則、和田隆則、君島伸樹、横浦優
- ビジュアル・デモ：荒法師
- サウンド・アレンジ：佐藤天平、新井田直人
- オッドマン：山口勇一、石田充

## 評価
ゲーム誌『ファミコン通信』の「クロスレビュー」では、5・4・5・4の合計18点（満40点）、『ファミリーコンピュータMagazine』の読者投票による「ゲーム通信簿」での評価は以下の通りとなっており、21.02点（満30点）となっている。この得点はスーパーファミコン全ソフトの中で134位（323本中、1993年時点）となっている。
| 項目 | キャラクタ | 音楽 | 操作性 | 熱中度 | お買得度 | オリジナリティ | 総合  |
| 得点 | 3.62       | 3.41 | 3.46   | 3.62   | 3.43     | 3.49           | 21.02 |